# Edina, Minnesota
Edina (/ iːˈdaɪnə /), chính thức được gọi là Thành phố Edina, là một thành phố ở Quận Hennepin, Minnesota, Hoa Kỳ. Nó là một vùng ngoại ô giàu có nằm ngay phía tây nam của Minneapolis. Edina bắt đầu như một cộng đồng nông dân và xay xát nhỏ trong những năm 1860. Dân số là 47.941, tính đến năm 2010. [6]

## Lịch sử
Edina bắt đầu như là một phần của Richfield Township, Minnesota. Vào thập niên 1870, 17 gia đình, hầu hết trong số họ nhập cư là kết quả của nạn đói khoai tây ở Ireland, đã đến Minnesota và tuyên bố đất đai ở phần phía tây nam của thị trấn Richfield. [8] Họ được theo sau bởi những người định cư từ New England và Đức, người đã yêu cầu thêm đất gần Minnehaha Creek. [9] Các khu phố Baird và Grimes (cả hai đều được liệt kê trong Sổ đăng ký Quốc gia về Địa điểm Lịch sử), và Country Club District (được gọi là Waterville Mills) nằm ở phía đông bắc của Edina, và là một trong những khu vực đầu tiên được thành lập. Khu vực này sau đó được gọi là Khu định cư Cahill, tại đường West 70th và Cahill, cũng là một trung tâm cộng đồng sớm và là ngôi nhà của trường Cahill. [10]
Năm 1888, các cư dân của thị trấn đã tổ chức một cuộc họp để xem xét việc thành lập một ngôi làng mới, do đó tách mình ra khỏi Thị trấn Richfield. Ý tưởng này được các cộng đồng trong cộng đồng chấp nhận một cách thuận lợi và một ủy ban được thành lập để giám sát quá trình chuyển đổi. [11]
Sau khi quyết định được thực hiện để hình thành một ngôi làng mới, một cuộc tranh luận sau đó liên quan đến việc đặt tên cho ngôi làng mới. Một số cuộc họp thị trấn được tổ chức tại Minnehaha Grange Hall, trong đó các tên Hennepin Park, Westfield và Edina được đề xuất. Biên bản được thực hiện bởi Henry F. Brown, một nông dân và chủ sở hữu tương lai (1889) của Edina Mill, được tóm tắt như sau:
   Một cuộc tranh luận dài xảy ra liên quan đến tên mà công ty sẽ được gọi. Một chuyển động đã được thực hiện và được thông qua để xem xét lại cuộc bỏ phiếu được đưa ra tại cuộc họp trước đó về tên của ngôi làng được đề xuất, Westfield. Một chuyển động khác sau đó được Andrew Craik thực hiện để gọi làng Edina được đề xuất (khi chuyển đến thị trấn năm 1869 từ Edinburgh, ông đã mua và đổi tên thành nhà máy thành Nhà máy Edina). Trước khi chuyển động có thể được quyết định, James A. Bull, một thành viên của ủy ban năm người, đã thực hiện một chuyển động khác để hoãn lại, được đa số ủng hộ. Tuy nhiên, chủ tịch của cuộc họp gọi là chuyển động này ra khỏi trật tự, tại đó rối loạn thời gian xảy ra với Baird, Wilson, Ryan và Bull tuyên bố ý định của họ không còn là thành viên của ủy ban nếu luật gag được áp dụng. Trong thời điểm này, cuộc họp trở nên hơi náo nhiệt cho đến khi, sau một vài phút trật tự đã được phục hồi. Thấy rằng không còn việc gì có thể được thực hiện tại thời điểm này, một chuyển động cuối cùng đã được thực hiện và được thông qua để lên lịch lại cuộc họp cho một ngày trong tương lai. [12]
Tại cuộc họp tiếp theo, tên Edina cuối cùng đã được chọn với số phiếu là 47 và 42. [11]
Đã có một huyền thoại thịnh hành về quyết định đặt tên cho ngôi làng mới Edina, trong đó nói rằng hai cộng đồng đối lập - cộng đồng Cahill Ailen và cộng đồng Scotland Mill - đã chiến đấu về việc có nên cung cấp cho cộng đồng một cái tên Ireland (Killarney Lakes) hay người Scotland tên (Edina). Tuy nhiên, cuộc điều tra dân số năm 1860 chỉ ra rằng không có người Scotland nào ở Edina năm 1860, và chỉ có một cặp vợ chồng có mặt tại thời điểm thành lập Edina (1888). [9]

## Địa Lý
Nhiều đường cao tốc chính chạy qua hoặc gần Edina, giúp dễ dàng tiếp cận với các đường cao tốc trong khu vực đô thị. Đường cao tốc tiểu bang Minnesota 62 và 100 chia Thành phố thành bốn phần. Đường cao tốc Hoa Kỳ 169 và Quốc lộ Minnesota 100 mở rộng về phía bắc và nam. Xa lộ Liên tiểu bang 494 và Quốc lộ Minnesota 62 mở rộng về phía đông và phía tây. [25]
Theo Cục Thống Kê Dân số Hoa Kỳ, thành phố có tổng diện tích 15,97 dặm vuông (41,36 km2), trong đó 15,45 dặm vuông (40.02 km2) là đất và 0,52 dặm vuông (1,35 km2) là nước. [2] Khu dân cư bao gồm phần lớn nhất của Thành phố, hiện đã phát triển hơn 95%. Trong Edina có nhiều khu vực khác nhau; Highlands, Indian Hills, Morningside, Country Club District, Cahill Village, Chapel Hill, South Harriet Park, Interlachen, Rolling Green, Chủ tịch, Sunnyslope, White Oaks, Parkwood Knolls, Braemar Hills, Birchcrest, Dewey Hill và Hilldale. [26]

## Công Viên
Đất công viên của Edina và không gian mở tổng cộng hơn 1.550 mẫu Anh (6.3 km2). Edina Park và Recreation Department giám sát 44 công viên, bao gồm các tiện nghi như bóng chày, bóng đá và sân bóng đá; viên kim cương softball; sân bóng rổ và tennis; sân trượt băng ngoài trời; thiết bị sân chơi cho trẻ nhỏ; và nơi trú ẩn dã ngoại. Bộ cũng duy trì tám dặm (13 km) về định hướng phát danh lam thắng cảnh để đi xe đạp, đi bộ, chạy bộ, trượt tuyết xuyên quốc gia và snowshoeing. [41]Bên cạnh việc giám sát các công viên, Edina Park & Recreation Department cũng chịu trách nhiệm cho hoạt động của 10 cơ sở nghệ thuật, cộng đồng và giải trí trong thành phố bao gồm Sân Gôn Braemar, Sân băng Braemar, Công viên Centennial Lakes và Công viên Edinborough.

## Liên kết
- Edina MN Official Website